# Aktuelles aus der Vogelwelt
Aktuelles aus der Vogelwelt war eine österreichische Zeitschrift für Vogelliebhaber und Freunde der Natur. Sie erschien von 1987 bis 2012 und wurde von E. Geistlinger in Deutschfeistritz herausgegeben. Schriftleiter war M. Geistlinger, die wissenschaftliche Beratung erfolgte durch Herbert Schifter. Es war eine offene Zeitschrift für alle Freunde der Vogelliebhaberei und der Natur allgemein und konnte hauptsächlich im Abonnement bezogen werden. Die Berichterstattung umfasste alle Bereiche der Ornithologie und des Natur- und Umweltschutzes. Vorrangig wurden Themen behandelt, die zur Vogelwelt Österreichs in direktem Bezug standen.